# 薄皮變形

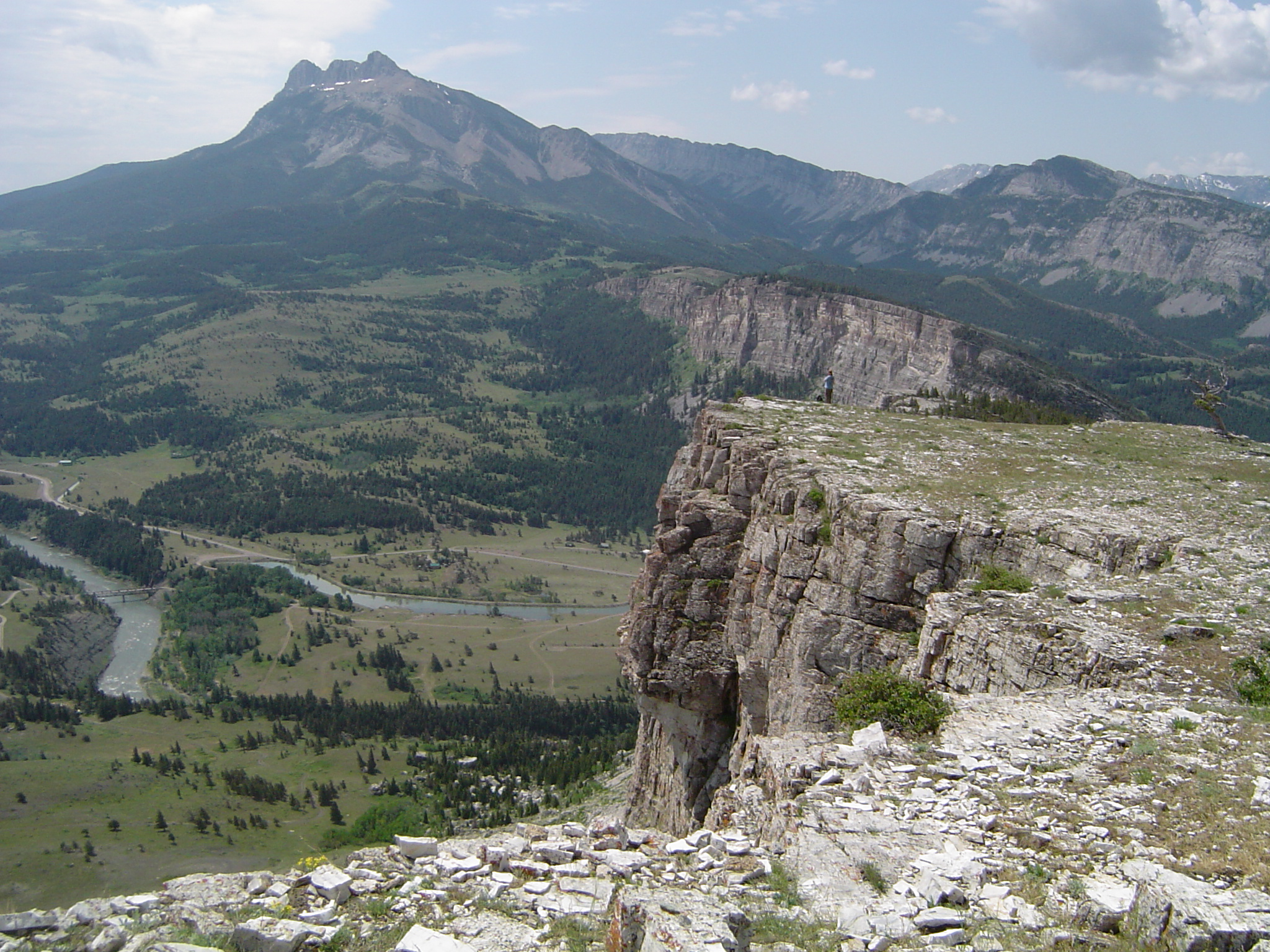
蒙大拿州中的一個薄皮逆衝斷層的例子。 白色的 Madison Formation 石灰岩 在圖中重複出現與前景和右上角和頂部

薄皮變形（英語：thin-skinned deformation）是板塊構造在聚合性板塊邊緣的一種變形，它發生在淺逆衝斷層中，僅涉及覆蓋岩（通常是沉積岩），而不涉及更深的基底岩 。
薄皮變形通常形成在碰撞帶前陸或火山弧後弧等處發育的褶皺和逆衝帶中。若底部有滑脱面存在，如頁岩、蒸發岩或高孔隙流體壓力。薄皮變形更爲顯著。其構造地層也包含多次重複地層爲特徵 。